# Renal Ramilevics Ganyejev
Renal Ramilevics Ganyejev (oroszul: Ренал Рамилевич Ганеев, baskírul: Реналь Рәмил улы Ғәниев) (Ufa, 1985. január 13. –) Európa-bajnok, világbajnoki ezüstérmes, olimpiai bronzérmes oroszországi baskír tőrvívó.